# Mannasaari
Mannasaari är en ö i Finland. Den ligger i Muonioälven och i kommunen Enontekis i den ekonomiska regionen  Fjäll-Lappland  och landskapet Lappland, i den norra delen av landet, 900 km norr om huvudstaden Helsingfors. Öns area är 1,2 hektar och dess största längd är 160 meter i sydväst-nordöstlig riktning.